# Шейкино (Вологодская область)
Шейкино — деревня в Белозерском районе Вологодской области.
Входит в состав Глушковского сельского поселения, с точки зрения административно-территориального деления — в Глушковский сельсовет.
Расстояние по автодороге до районного центра Белозерска — 10 км, до центра муниципального образования деревни Глушково — 3 км. Ближайшие населённые пункты — Колодино, Рыхлянда, Садовая, Туриково.
По данным переписи в 2002 году постоянного населения не было.